# Butterfly/Solitude Rain/VIVID WORLD
《Butterfly/Solitude Rain/VIVID WORLD》是電視動畫《Love Live! 虹咲學園學園偶像同好會》的插入曲，於2020年12月16日發售。此單曲對應劇情中每話的演唱者，共分成三種版本，分別為近江彼方盤、櫻坂雫盤和朝香果林盤。

## 概要
本單曲為電視動畫《Love Live! 虹咲學園學園偶像同好會》的插入曲。〈Butterfly〉、〈Solitude Rain〉、〈VIVID WORLD〉為動畫第7、8、9的插曲，分別由近江彼方（聲：鬼頭明里）、櫻坂雫（聲：前田佳織里）、朝香果林（聲：久保田未夢）演唱。

## 收錄曲目
三種版本的曲目皆相同，所以不分別列舉。
收錄內容
1. Butterfly
  - 作詞：Ayaka Miyake，作曲、編曲：Em.me
  - 歌：近江彼方（鬼頭明里）
  - TV動畫《Love Live! 虹咲學園學園偶像同好會》第7話插曲。

2. Solitude Rain
  - 作詞：Ayaka Miyake，作曲：鈴木惠玲香、JOE，編曲：JOE
  - 歌：櫻坂雫（前田佳織里）
  - TV動畫《Love Live! 虹咲學園學園偶像同好會》第8話插曲。

3. VIVID WORLD
  - 作詞：Ayaka Miyake，作曲：Luis Ogata，編曲：TeddyLoid
  - 歌：朝香果林（久保田未夢）
  - TV動畫《Love Live! 虹咲學園學園偶像同好會》第9話插曲。

4. Butterfly (Off Vocal)
5. Solitude Rain (Off Vocal)
6. VIVID WORLD (Off Vocal)